# 山本町 (秋田県)
山本町（やまもとまち）は、秋田県の北西部に位置した町。
じゅんさいの生産量日本一。

## 地理
- 山：石倉山
- 河川：三種川
- 湖沼：角助沼

### 隣接していた自治体
- 能代市
- 山本郡
  - 八竜町
  - 二ツ井町
  - 琴丘町
- 南秋田郡
  - 大潟村

## 歴史
- 1889年（明治22年）4月1日 - 下岩川村、金岡村、森岡村が誕生。
- 1902年（明治35年）10月10日 - 森岡村が森岳村に改称。
- 1955年（昭和30年）4月1日 - 3村が合併し山本村が誕生。
- 1962年（昭和37年）9月1日 - 町制施行し、山本町となる。
- 2006年（平成18年）3月20日 - 山本町、琴丘町、八竜町の山本郡の3町が合併し、三種町となる。

## 教育
- 山本町立山本中学校
- 山本町立下岩川小学校
- 山本町立森岳小学校
- 山本町立金岡小学校

## 交通

### 鉄道
- 東日本旅客鉄道
  - 奥羽本線：森岳駅 - 北金岡駅

### 道路
- 一般国道
  - 国道7号
- 主要地方道
  - 秋田県道4号能代五城目線
- 一般県道
  - 秋田県道210号金光寺能代線
  - 秋田県道211号金光寺鵜川線
  - 秋田県道212号森岳鵜川線
  - 秋田県道217号森岳鹿渡線
  - 秋田県道294号仙ノ台桧山線（二ツ井町との境界部約700 m）

## 名所・旧跡・観光スポット・祭事・催事
- 森岳温泉

## 出身有名人
- 近藤芳久（元広島東洋カープ、千葉ロッテマリーンズ選手。現役時代の守備位置は、投手）
- 大豪健嗣（1970年代に活躍した大相撲力士で、最高位は前頭11枚目）
- 高松和夫 (政治家)
- 若ノ海正照（元大相撲力士、最高位は十両）